# René de Solier
René de Solier, né René Ernest Étienne Désolier le 20 novembre 1914 à Orléans et mort le 9 novembre 1974 à Bruxelles (Belgique), est un écrivain, historien et critique d'art français.
Très souvent mentionné dans les bibliographies d'artistes, on sait très peu de choses sur sa vie et l'on ne suit sa carrière qu'à travers la longue liste d'ouvrages qu'il a écrits ou préfacés.
Il est surtout mentionné en relation avec Germaine Richier dont il fut le second mari. Il a été un réel soutien pour l'artiste qu'il a épousée le 14 septembre 1954 à Paris 14ème.

## Biographie
René de Solier a écrit de nombreux ouvrages sur l'art, rédigé et préfacé de nombreux catalogues d'expositions, publié des romans et des poèmes. Il a aussi collaboré avec des artistes à des ouvrages de bibliophilie.
À partir de 1952, il devient codirecteur du journal Le Disque vert fondé par Franz Hellens en 1941.
Antimilitariste,  il signe en 1960 le Manifeste des 121, au côté notamment de Maurice Blanchot, Marguerite Duras ou Claude Roy, parmi 121 artistes ou intellectuels opposés à la guerre d'Algérie.

## Sélection restreinte de ses écrits
La liste ci-dessous est issue en partie des données du Centre national d'art et de culture Georges-Pompidou, de la Bibliothèque nationale de France et de Worldcat pour l'ouvrage illustré par Germaine Richier. 
- La corde à puits, Gallimard, 1948.
- La main et le cuivre, in ouvrage collectif A la gloire de la main, eaux-fortes de Christine Boumeester, Roger Chastel, Pierre Courtin, Jean Fautrier, Marcel Fiorini, Albert Flocon, Henri Goetz, Germaine Richier, Jean Signovert, Raoul Ubac, Roger Vieillard, Jacques Villon, Gérard Vulliamy, aux dépens d'un amateur, Paris, 1949.
- Contre terre, recueil de poèmes de René de Solier, illustré de 24 eaux-fortes de Germaine Richier, 1958, éditions Gonin, Lausanne, 133 p. L'édition originale a été publiée en 1949 chez Gallimard, dans la collection Métamorphoses (n° XXXVIII)
- La Meffraie, récit, éditions de Minuit, 1951.
- Philippe Bonnet, éditions Galerie Cahiers d'art, Paris, 1960.
- Un signe de tête, 9 lithographies, éditions Enderli, Winterthur, 1948 illustrations de Robert Wehrlin
- Chaises et Voyeurs, éditions Bruno Alfieri, Venise, 1970.
- Les Gardes, Gallimard, 1952, 317 p.
- Ladislas Kijno, Le Musée de Poche, Paris, 1972,
- Cadastre de cadavres, 7 lithographies de Zoran Mušič, Cerastico, Milan, 1974
- Bernard Saby, catalogue de l'exposition à la galerie du Dragon, Paris, 1956.
- L'Art fantastique, 1961, éditions Jean-Jacques Pauvert 258 p.
- Curandera - les champignons hallucinogènes, 78 p., éditions Jean-Jacques Pauvert, 1965.
- Bertini, catalogue de l'exposition de Giuseppe Bertini à Bruxelles, 1963, édité par l'imprimerie Giraud, Paris.
- Bernard Dufour, Jacques Henric et René de Solier, éditions de la Connaissance Bruxelles, Belgique.
- 18 artistes italiens, 1969.
- Les Trigynes (sous le pseudonyme de Phyllis Louvres), Eric Losfeld, 1969
- Árpád Szenes , éditions Synthèse, Bruxelles, Belgique[9]
- 16e Salon de mai, 1960, catalogue du Musée d'art moderne de la Ville de Paris, du 8 au 29 mai 1960, en collaboration avec Gaston Diehl, Michel Ragon, éditeur Yvon Taillandier.
- on peut aussi citer des articles comme Court traité des graffitis (Les Cahiers de la Pléiade, avril 1946) ou  Les dessins de Hans Bellmer (numéro spécial Bellmer de la revue Obliques, 1975).